# Баотоу-Західне
Баотоу-Західне (кит. 包头西站, пін. Bāotóuxī Zhàn) — залізнична станція в КНР, розміщена на Баотоу-Ланьчжоуській залізниці між станціями Баотоу і Далахай та на Баотоу-Баян-Обській залізниці між станціями Баотоу і Баотоу-Північне. Станція також є кінцевим пунктом Цзінін-Баотоуської залізниці.
Розташована в районі Хундлун міського округу Баотоу (автономний район Внутрішня Монголія).